# Jacques Francquart

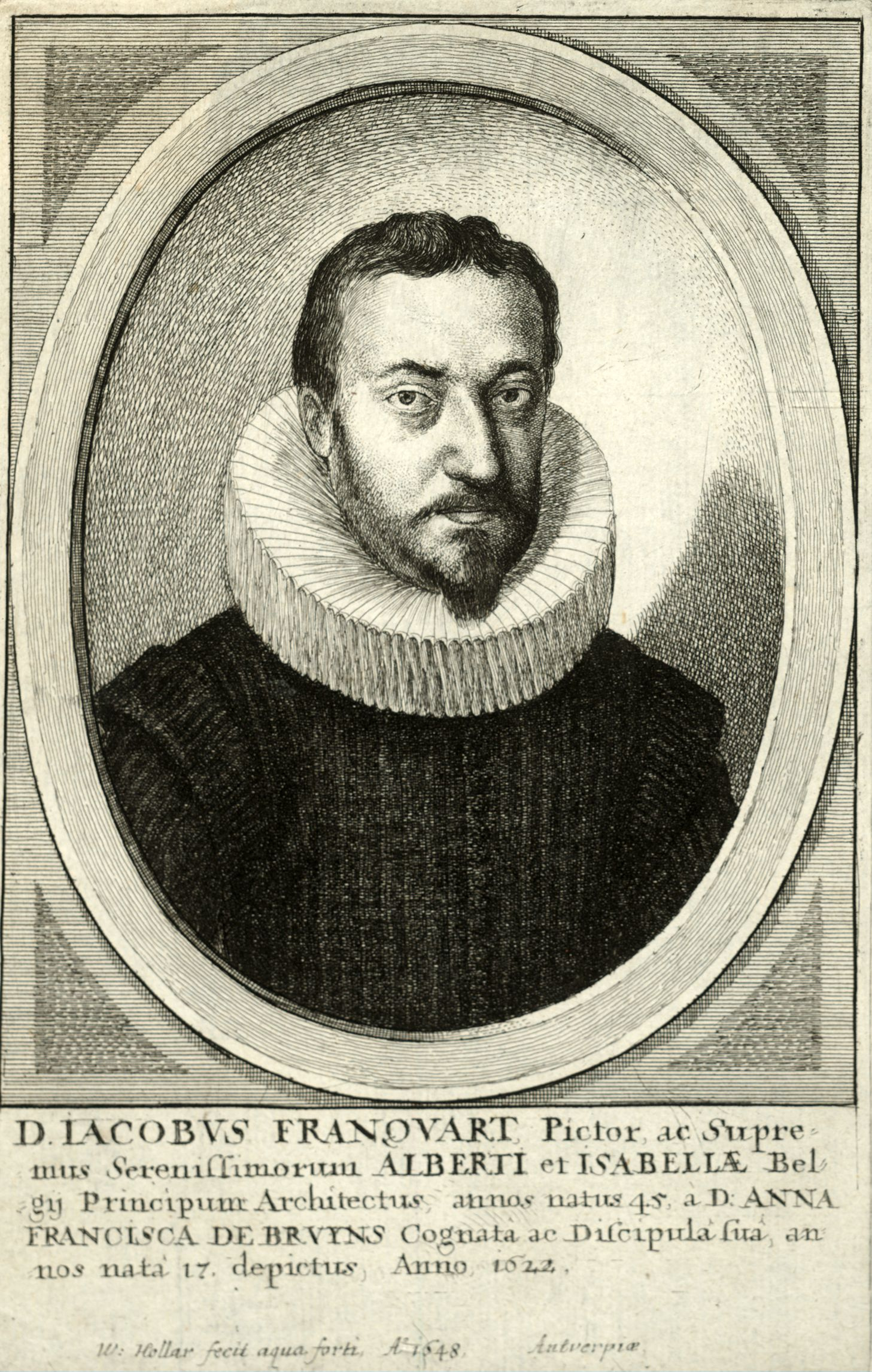
Retrato de Jacques Francquart, aguafuerte de Wenceslaus Hollar por pintura de Anna Francisca de Bruyns, sobrina y discípula de Francquart, que fecha la obra a sus 17 años, en 1622.

Jacques Francquart, Franckaert o Francart (Amberes o Bruselas, 1582/83 - Bruselas, 1651) fue un pintor, arquitecto y tratadista de arquitectura flamenco.

## Biografía
Hijo del pintor Jacques Francquart, debió de formarse con su padre fallecido en 1601 en Roma. Hay constancia de que Francquart permaneció en la Ciudad Eterna al menos hasta 1608. En torno a 1611 se estableció en Bruselas, donde su cuñado Wenzel Coebergher, casado con su hermana Suzanne, podría haberle facilitado el acceso a la corte de los archiduques, de los que en 1619 recibió el encargo de construir en la catedral de Santa Gúdula el catafalco para los funerales del emperador y archiduque de Austria Matías I.
En 1617 publicó el primer tomo de un tratado de arquitectura —Premier Livre d'Architecture— que no llegó a tener continuidad. Dedicado al archiduque Alberto, consta de veintiún láminas en pequeño in-folio con texto en latín, francés y flamenco. En él defendía la aplicación de los órdenes vitruvianos con un sentido decorativo y escultórico de las fachadas propio de la arquitectura tardomanierista y prebarroca romana, en deuda con Jacopo Vignola y su iglesia del Gesù.
Con título de arquitecto de los archiduques Isabel Clara Eugenia y Alberto, a la muerte de este, en 1621, se encargó del diseño del carro fúnebre para la procesión celebrada en Bruselas y proporcionó las composiciones de las sesenta y cuatro estampas grabadas por Cornelis Galle I que ilustran la relación de las solemnes exequias escrita por Erycius Puteanus, publicada en Bruselas en 1623 con la biografía del archiduque. También firmó como inventor el túmulo de la infanta Isabel, asimismo grabado por Galle. 

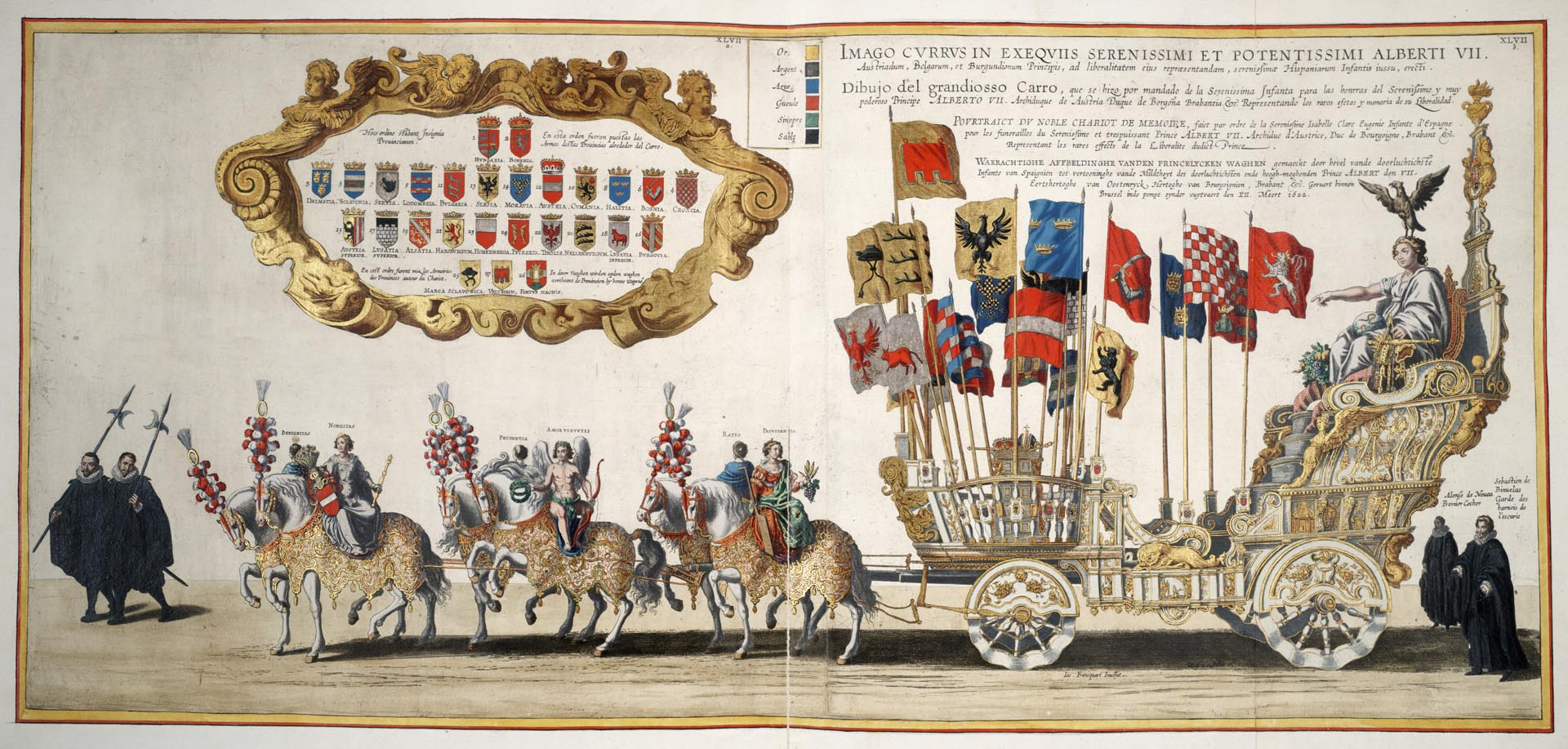
Carro del cortejo fúnebre celebrado en Bruselas por el archiduque Alberto. Grabado de Cornelis Galle I según composición de Francquart. Ejemplar coloreado a mano de la Biblioteca Pública de Toronto.

Sus principales obras de arquitectura son la iglesia de los jesuitas de Bruselas, demolida en 1812 y conocida solo por algún grabado, primer ejemplo en Bélgica de la arquitectura barroca italianizante junto con la de las teresianas de Coebergher; la iglesia de los agustinos también de Bruselas, de la que solo resta la fachada reconstruida en un emplazamiento distinto del que tenía en su origen, y la iglesia del Beguinage de Malinas, comenzada en 1629. Es común a las tres el sentido ascensional de sus fachadas, organizadas en tres pisos que se estrechan conforme se asciende, con la verticalidad propia de la tradición gótica y decoradas con columnas, entablamentos, frontones quebrados y otros elementos ornamentales propios del manierismo romano, pero que en su caso están tratados con un énfasis y resalte verdaderamente barroco en su parte central.
Nada se conoce de su trabajo como pintor, que se ha dicho pudo aprender en el taller de Rubens y que, en cualquier caso, habría ocupado un lugar secundario en relación con su actividad como arquitecto.